# Calder Dyke
Der Calder Dyke ist ein kleiner Fluss im Forest of Bowland, Lancashire, England. Der Calder Dyke entsteht auf dem Gipfelplateau des Bleasdale Moors und fließt in westlicher Richtung bis zu seiner Mündung in den River Calder.